# The Scotsman
The Scotsman ist eine schottische Tageszeitung mit Verlagssitz in Edinburgh. Ihre Sonntagsausgabe heißt Scotland on Sunday.

## Geschichte
Das Blatt wurde 1817 als liberale Wochenzeitung vom Anwalt William Ritchie gegründet und offiziell von Charles Maclaren herausgegeben als Antwort auf die „Unterwerfung“ der anderen Zeitungen in Edinburgh im Hinblick auf die städtische Gesellschaft. Der Zeitung wurden „Unparteilichkeit“, „Unabhängigkeit“ und „Entschlossenheit“ nachgesagt. Nach der Abschaffung der Stempelsteuer wurde The Scotsman als Tageszeitung neugegründet und hatte nun einen Preis von 1 Pence und eine Auflage von 6000 Kopien.
Die Zeitung wurde 1953 vom kanadischen Millionär Roy Thomson gekauft, welcher ein enormes Medienimperium schuf. Im Jahr 1995 kauften die Zwillingsbrüder David und Frederick Barclay (beide erfolgreiche Geschäftsleute und Milliardäre) „The Scotsman“ für £85 Millionen. Sie verlegten das Hauptgebäude des Verlags, welches traditionell in North Bridge lag und wo jetzt ein Hotel steht, in die Holyrood Road, nahe dem neuen schottischen Parlamentsgebäude.
Im Dezember 2005 wurde das Blatt in einem £160 Millionen-Deal von Johnston Press, einer der drei größten Zeitungsherausgeber in Großbritannien, erworben.
Im letzten Jahrzehnt wurde das Blatt mehr und mehr von The Herald als marktführende schottische Qualitätszeitung verdrängt.

### Politik und Leser
The Scotsman gilt als Verfechter der schottischen Selbstverwaltung. Die Zeitung war strikt gegen die Eingliederung schottischer Truppen in die British Army. Vor dem Referendum über die Unabhängigkeit Schottlands 2014 sprach sich die Zeitung jedoch gegen ein von England unabhängiges Schottland aus.